# هیدهیکو یوشیدا
هیدهیکو یوشیدا (انگلیسی: Hidehiko Yoshida؛ زادهٔ ۳ سپتامبر ۱۹۶۹) جودوکار اهل ژاپن است.